# Communauté de communes Pays de Racan
La Communauté de Communes Pays de Racan est une ancienne communauté de communes française, située dans le département d'Indre-et-Loire et la région Centre-Val de Loire.

## Géographie

### Situation
La communauté de communes Pays de Racan est située au nord-ouest du département d'Indre-et-Loire. Elle rassemble 10 communes qui totalisent 6 473 habitants en 2013. Le siège de la communauté de communes est implanté sur la commune de Neuvy-le-Roi. Tours, la préfecture du département, est à 35 km et peut être rejointe facilement par l’autoroute A28 qui traverse le territoire du nord au sud. La ville du Mans est située à 80 km au nord.

### Composition
Elle était composée des communes suivantes (toutes du canton de Neuvy-le-Roi):
| Nom                          | Code Insee | Gentilé         | Superficie (km2) | Population (dernière pop. légale) | Densité (hab./km2) |
| ---------------------------- | ---------- | --------------- | ---------------- | --------------------------------- | ------------------ |
| Neuvy-le-Roi (siège)         | 37170      | Noviciens       | 47,50            | 1 094 (2014)                      | 23                 |
| Bueil-en-Touraine            | 37041      | Bueillois       | 18,06            | 320 (2014)                        | 18                 |
| Chemillé-sur-Dême            | 37068      |                 | 33,54            | 706 (2014)                        | 21                 |
| Épeigné-sur-Dême             | 37101      | Spinacois       | 21,08            | 176 (2014)                        | 8,3                |
| Louestault                   | 37135      | Louestaultiens  | 16,45            | 404 (2014)                        | 25                 |
| Marray                       | 37149      | Marraysiens     | 23,81            | 450 (2014)                        | 19                 |
| Saint-Aubin-le-Dépeint       | 37207      | Saint-Aubinois  | 15,19            | 309 (2014)                        | 20                 |
| Saint-Christophe-sur-le-Nais | 37213      | Christophoriens | 18,27            | 1 111 (2014)                      | 61                 |
| Saint-Paterne-Racan          | 37231      | Saint-Paternois | 47,77            | 1 654 (2014)                      | 35                 |
| Villebourg                   | 37274      | Villebourgeois  | 12,36            | 291 (2014)                        | 24                 |

## Historique
- 14 décembre 2001 : création de la communauté de communes.
- 1er janvier 2017 : création de la communauté de communes de Gâtine et Choisilles - Pays de Racan par fusion avec la communauté de communes de Gâtine et Choisilles.

## Démographie
La Communauté de communes Pays de Racan comptait 6 473 habitants en 2013 (population légale INSEE) au 1er janvier 2013. La densité de population est de 25,5 hab./km2.

### Évolution démographique
| 1968  | 1975  | 1982  | 1990  | 1999  | 2007  | 2013  | - | - |
| ----- | ----- | ----- | ----- | ----- | ----- | ----- | - | - |
| 6 694 | 6 265 | 5 822 | 5 543 | 5 884 | 6 543 | 6 473 | - | - |

### Pyramide des âges
| Hommes | Classe d’âge | Femmes |
| ------ | ------------ | ------ |
| 0,5    | 90 ans ou +  | 1,4    |
| 8      | 75 à 89 ans  | 10,9   |
| 12,9   | 60 à 74 ans  | 14,2   |
| 20,2   | 45 à 59 ans  | 17,8   |
| 22,7   | 30 à 44 ans  | 21,6   |
| 15,2   | 15 à 29 ans  | 15     |
| 20,6   | 0 à 14 ans   | 19,2   |

| Hommes | Classe d’âge | Femmes |
| ------ | ------------ | ------ |
| 0,5    | 90 ans ou +  | 1,4    |
| 6,8    | 75 à 89 ans  | 9,8    |
| 13,1   | 60 à 74 ans  | 13,9   |
| 20,7   | 45 à 59 ans  | 20,1   |
| 20,4   | 30 à 44 ans  | 19,3   |
| 19,6   | 15 à 29 ans  | 19,1   |
| 18,8   | 0 à 14 ans   | 16,4   |

## Politique communautaire

### Représentation

#### Présidents de la communauté de communes
| Période | Période  | Identité        | Étiquette | Qualité               |
| ------- | -------- | --------------- | --------- | --------------------- |
| 2001    | ...      |                 |           |                       |
| ...     | en cours | Patrick Cintrat |           | Maire de Neuvy-le-Roi |

### Compétences
- Aménagement de l'espace communautaire
- Développement et aménagement économique
- Protection et mise en valeur de l'environnement
- Politique du logement social d'intérêt communautaire et actions, par des opérations d'intérêt communautaire, en faveur du logement des personnes défavorisées
- Élimination et valorisation des déchets des ménages et des déchets assimilés
- Création ou aménagement et entretien de la voirie d'intérêt communautaire
- Équipements sportifs et culturels
- Gens du voyage
- Élaboration du contrat de pays

## Pour approfondir

## Sources
- Le splaf - (Site sur la Population et les Limites Administratives de la France)
- La base aspic - (Accès des Services Publics aux Informations sur les Collectivités)